# NGC 1943
NGC 1943 je emisijska maglica s otvorenim skupom u zviježđu Stolu. 

## Vanjske poveznice
- SEDS: NGC 1943